# Grzegorz Kopala
Grzegorz Kopala (ur. 12 czerwca 1972) – polski kompozytor, wokalista, klawiszowiec, aranżer muzyczny i wokalny, gitarzysta, skrzypek, akordeonista.
Pierwsze znaczące występy zaliczył u boku Tadeusza Drozdy i Janusza Rewińskiego. Wziął udział w programie Zbigniewa Górnego Śpiewać każdy może w 1991 roku, gdzie zwyciężył i został zakwalifikowany do opolskich debiutów. W 1995 roku  u boku Aldony Dąbrowskiej pod okiem producenta Sławomira Sokołowskiego nagrał z dyskotekowym zespołem „Amadeo” płytę „Pszczółka Maja”. Album uzyskał status „Złotej Płyty”, następnie założył własny taneczny projekt pod nazwą „Colorado” i wylansował przeboje „Twoje Urodziny” oraz polską wersje utworu „Macarena”. Został wybrany również do głównej roli w musicalu Metro, kontynuując naukę w studium. Następnie występował w zespołach Żuki Rock and Roll Band oraz Just 5. Razem z tym ostatnim wydał 3 płyty długogrające. Był współrealizatorem płyty z kompozycjami od popu do muzyki poważnej, wydanej dla papieża. Skomponował muzykę do musicalu Zraniony Pasterz. Zaczął pisać muzykę dla znanych polskich artystów (Katarzyna Skrzynecka, Alicja Bachleda-Curuś). Współpracował z Salem Solo, nagrywając z nim w 2001 roku album I Worship. W tym samym roku wydał swój pierwszy i jedyny, jak do tej pory, album pt. Warto chcieć.
Wspólnie z żoną Julią (mają córkę Maję i syna Kajetana) związał się ze sceną muzyki chrześcijańskiej. W 2001 roku małżeństwo Kopala współtworzyło Inicjatywę Poznańskich Muzyków „Bogu Jedynemu Chwała”, organizując cykliczne spotkania Niedzielne Wielbienie Boga koncertujący w Poznaniu i innych miastach Polski (m.in. w Toruniu podczas festiwalu Song of songs w 2008 roku) oraz Poznańskie Zaduszki Jazzowe. Związani z Chrześcijańskim Teatrem „Droga” im. Jana Pawła II. Na swym koncie mają współpracę z Salem Solo przy okazji produkcji jego płyty "I worship".
W 2005 roku utworem pt. „Janie Pawle II” Grzegorz i Julia Kopala zwyciężyli w Międzynarodowym Konkursie Piosenki 2005 o Ojcu Świętym w Toronto. Byli artystami Song of Songs Festival 2008. Ich piosenki "San Damiano" (cover znanego utworu Sala Solo) oraz „Pieśń Jezusa” zdobywały pierwsze miejsce na liście przebojów „Muzyczne Dary”. Ich album „Pro Life” uznany został za chrześcijańską płytę roku 2009.

## Dyskografia
- 1997: Just 5 – Kolorowe sny
- 1998: Just 5 – Zaczarowany świat
- 1999: Just 5 – Cień wielkich miast
- 2001: Warto chcieć wyd. Sony Music Entertainment Poland[4]
- 2009: Julia i Grzegorz Kopala – Pro Life
- 2013: Julia i Grzegorz Kopala – Ślady Afryki
- 2013: Julia i Grzegorz Kopala – Światełko z Betlejem
- 2016: Julia i Grzegorz – W pełnym blasku
- 2016: Julia i Grzegorz – Nadzieja pielgrzymująca- Karmelitanki i Przyjaciele